# ۱۱۰۹ (میلادی)
۱۱۰۹ (میلادی) هزار و صد و نهمین سال تقویم میلادی است.

## درگذشتگان
قدیس آنسلم کانتربری
‎